# Веллс-Фарго-центр (Філадельфія)
39°54′04″ пн. ш. 75°10′19″ зх. д. / 39.90115° пн. ш. 75.17197° зх. д.
 «Веллс Фарго Центр»  (англ. Wells Fargo Center) — спортивний комплекс у Філадельфії, Пенсільванія (США), відкритий у 1996 році. Місце проведення міжнародних змагань з кількох видів спорту і домашня арена для команд Філадельфія Флайєрз, НХЛ і Філадельфія Севенті-Сіксерс, НБА.

## Відомі події
- American Idol, 2007
- WWE Money in the Bank, 2013